# Les Sims 4 : Détente au spa
Les Sims 4 : Détente au spa (The Sims 4: Spa Day) est le deuxième pack de jeu pour Les Sims 4. Il a été annoncé le 1er juillet 2015 et est sorti le 14 juillet 2015. Il n'est disponible qu'en version digitale. Ce pack inclut un tout nouveau type de lieu, le spa, où les Sims peuvent se relaxer, de nouveaux objets, et de nouvelles interactions entre les Sims.

## Description
Dans ce nouvel opus, les Sims peuvent s'offrir une journée de détente au spa, appelé Équilibre Parfait. Ils peuvent donc se faire masser, profiter d'un bain de boue relaxant ou du sauna. Ils ont maintenant la possibilité de développer la compétence Bien-être grâce à la pratique du yoga. Suffisamment expérimenté, ils pourront apprendre la lévitation et la téléportation.

## Nouveautés
- Un nouveau lieu : le spa, où les Sims peuvent bénéficier de massages ou découvrir le sauna. Trois nouveaux spas pré-construits ainsi qu'une nouvelle salle de sport seront ajoutés à la bibliothèque du joueur[2].
- Nouveaux objets interactifs : chaise de massage et bain de boue. Sur les terrains communautaires, les chaises de massage sont tenues par des réflexologistes et à la maison, les Sims peuvent se masser entre eux. Il existe 6 types de massage : suédois, en profondeur, sportif, aromathérapie, aux pierres et fertilité (augmente les chances d'avoir des jumeaux ou des triplés)[2].
- Une nouvelle compétence : la compétence bien-être pour aider les Sims à décompresser de leur stress de la journée en prenant des cours de yoga ou en apprenant à méditer. Plus haute sera leur compétence bien-être, plus ils pourront facilement apprendre la lévitation et la téléportation[2].